# Джар (село)
Джар (азерб. Car; авар. Чӏар) — крупное аварское село в Загатальском районе Азербайджана, расположенное на южных склонах Кавказских гор, в Алазанской долине, в 1 километре к северу от города Загатала.

## История

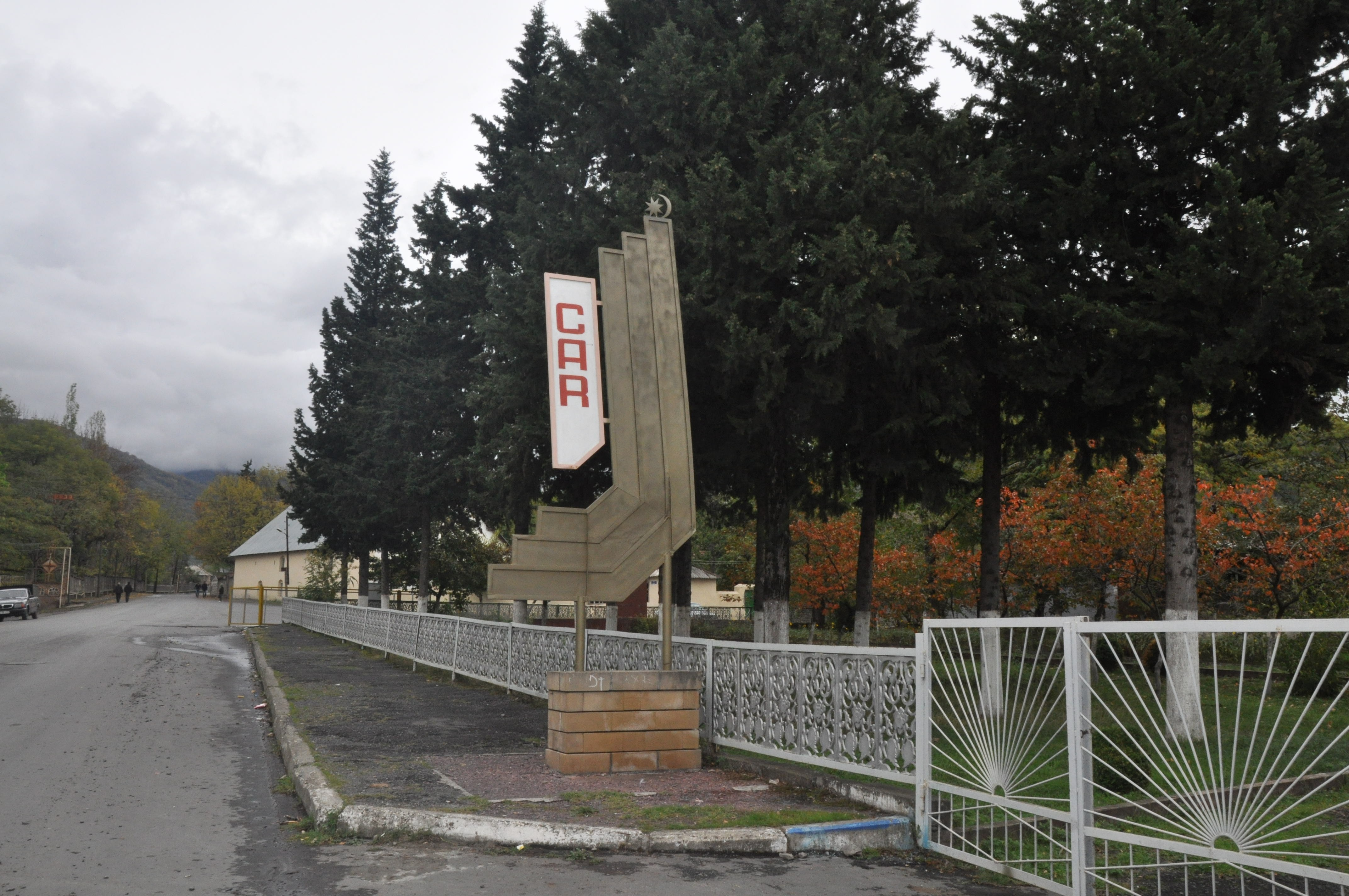
Въезд в село Джар

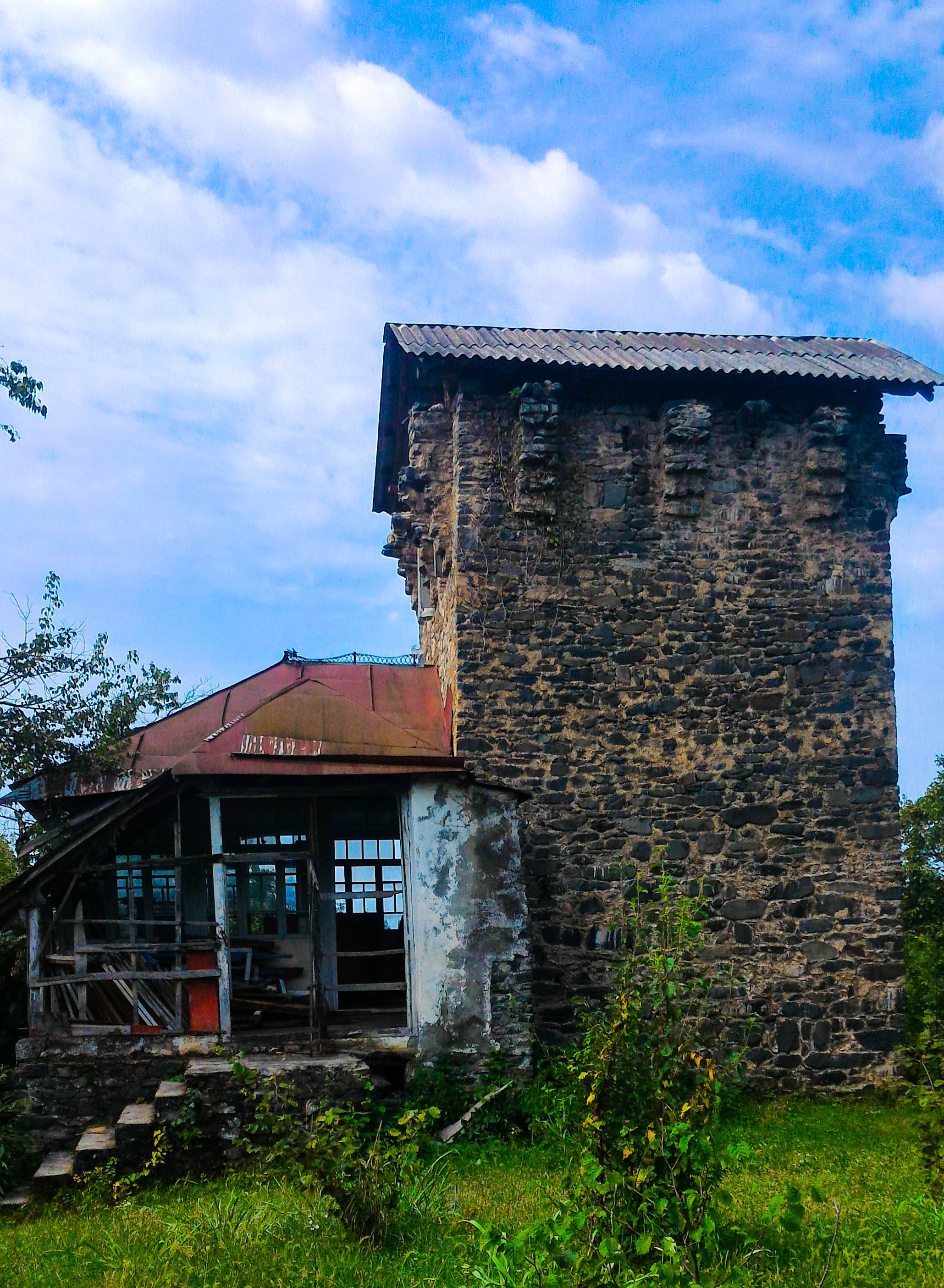
Чингизгала

Селение Джар было основано в XVI веке. Известный грузинский географ Вахушти пишет:

— Он же Леван привел
лезгин и поселил в Пипинети для того, чтоб возили они летом лед с Кавказских гор, и это
породило зло, о чем будет сказано ниже.
Вахушти Багратиони. История царства Грузинского. Тбилиси, 1976. С. 78
Село Джар являлось центром Джарского вольного общества, куда входили села: Джар, Гогам, Мацех, Сумайлы, Каписдара, Карагаджло, Дардоказа — всего 7 селений с 1500 дымов. Им были подвластны селения: Чобанкель, Баяматло, Кемюрю, Кюрдамир, Карабулдур, Каталпарах, Падар, Киндиргала, Алмало, Бабало, Лалало с Тогларом, Бейюк-Лахидж, Кичик-Лахидж, Энгиан (мугальские), Ади-абад, Мусул, Дзагами (Загам), Караган, Верхиан, Тасмало, Шотавар (ингилойские) — всего 22 селения с 2328 дымов.
В союзе с другими вольными обществами Джарское общество образовывало союз шести вольных обществ, вошедших в историю как Джаро-Белоканские вольные общества. Со временем, окрепнув, стало самым сильным обществом, которому были вынуждены подчиниться остальные общества. 
Джарское общество принимало деятельное участие в набегах на соседнюю Грузию. В XVIII ‒ начале XIX вв. Джар был местом расположения одного из крупнейших невольничьих рынков Северо-Восточного Кавказа.
В начале XVIII века союзные Джаро-Белоканские общества принимали активное участие в антииранском восстании в Южном Кавказе.
В 1803 году генерал Гуляков с 3 батальонами пехоты, 2 сотнями казаков и 5 тысячами грузин и казахских азербайджанцев вторгся в Джаро-Белоканские общества, чтобы покорить их. Постоянные союзники вольных обществ, дагестанские горцы, не смогли прийти на помощь из за снежных перевалов. Главный Кавказский хребет в это время года покрыт снегом и непроходим. Вскоре Джарские дагестанцы вновь восстали. Для подавления восстания, осенью 1803 года, Гулякову была поручена новая экспедиция. На помощь горцам из Дагестана перейдя кавказский хребет несмотря на заморозки пришли войска Алисканди Гоцатлинского (3 тыс.чел. аварцев) и Сурхай-хан Казикумухский (6 тыс. чел. лакцы и др). Перейдя на правый берег Алазани горцы атаковали позиции русских. 15 января 1804 года Гуляков с 19 ротами пехоты, 5 орудиями, казачьим полком и грузинской дружиной прибыл в Джар. Когда передовой отряд, состоявший из артиллерии, казаков и грузинской дружины, поднялся на плато, горцы с флангов начали их обстреливать. Часть горцев бросилась на артиллерию, где находился сам Гуляков. Он погиб одним из первых. Убийство генерала вызвало панику в русских войсках. Завязалось 8-часовое сражение, после чего русские войска бежали с большими потерями. Согласно военной энциклопедии русские потеряли убитыми и ранеными 1 генерала, 20 офицеров и 520 нижних чинов. Численность и потери горского войска неизвестны.
Генерал С. А. Тучков такописал сражение

По его словам, горцы вышли на встречу русским войскам и
по первым выстрелам отступили и скрылись в селение. Генерал Гуляков, ободрившись счастливым успехом, пошел преследовать их в самые улицы. Они составляли столь узкие проходы, что едва четыре человека рядом могут пройти между каменными стенами, окружающими сады. Когда большая часть отряда его вошла в сию теснину, где не только из пушек, но и ружьями не можно было действовать, — лезгины в великом множестве бросились из своих садов с саблями и кинжалами, умертвили генерала и истребили целый батальон. Оставшаяся часть и не вступавшая ещё в улицы едва могла собраться и ретироваться.

В начале XIX века Джарское общество было присоединено к России. 
Окончательно подавить восстания джарцев Россия смогла только к 1830 году. С 1859 года входит в состав Закатальского округа.

## Объекты

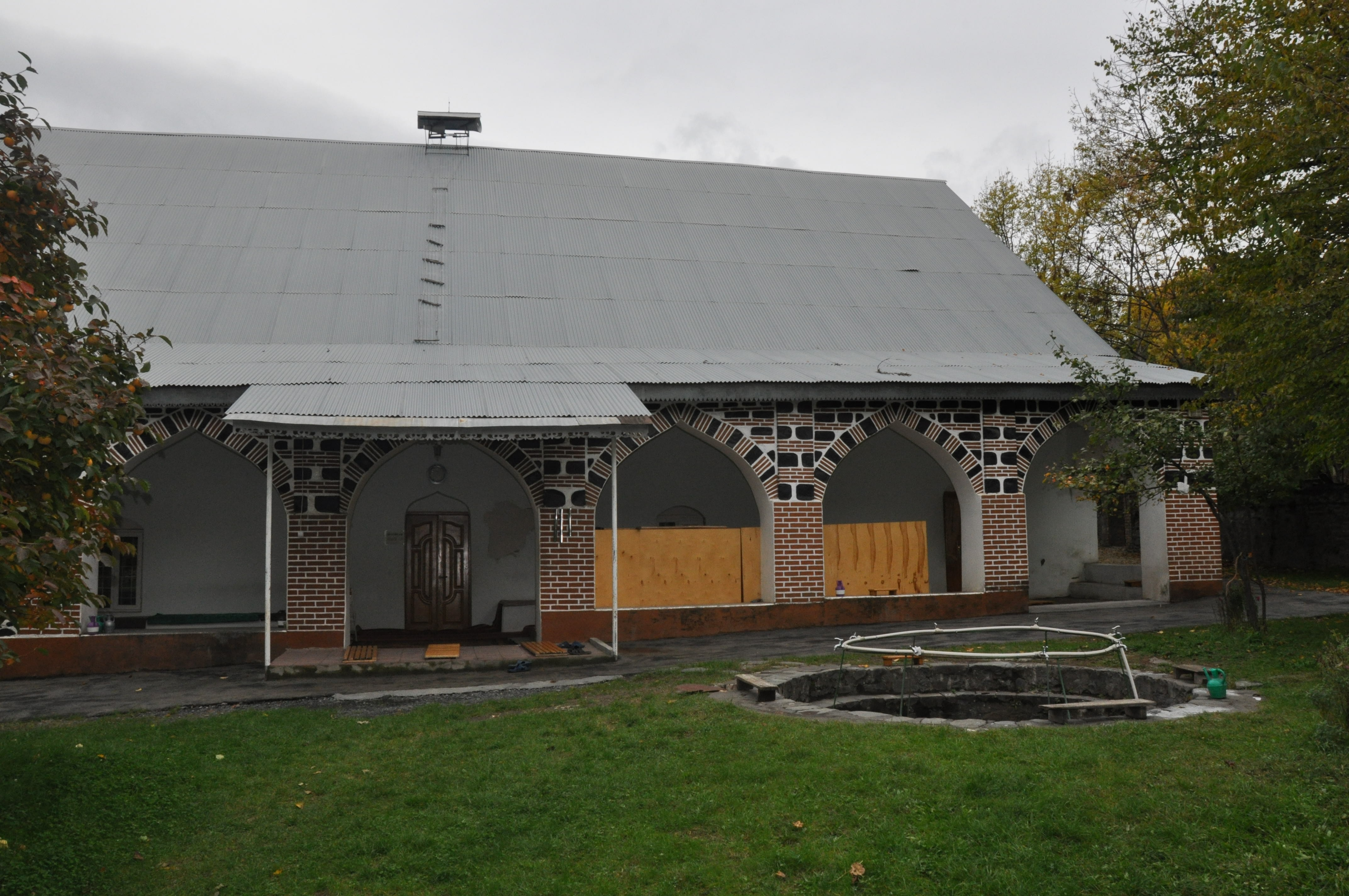
Мечеть XVII века в Джаре

В селе есть начальная и средняя школы, медицинский пункт, 35-местный детский сад, мечеть, 
Исторические памятники: мечеть XVII века, три кладбища, памятник Имаму Шамилю. Туристическая база «Гюлистан».

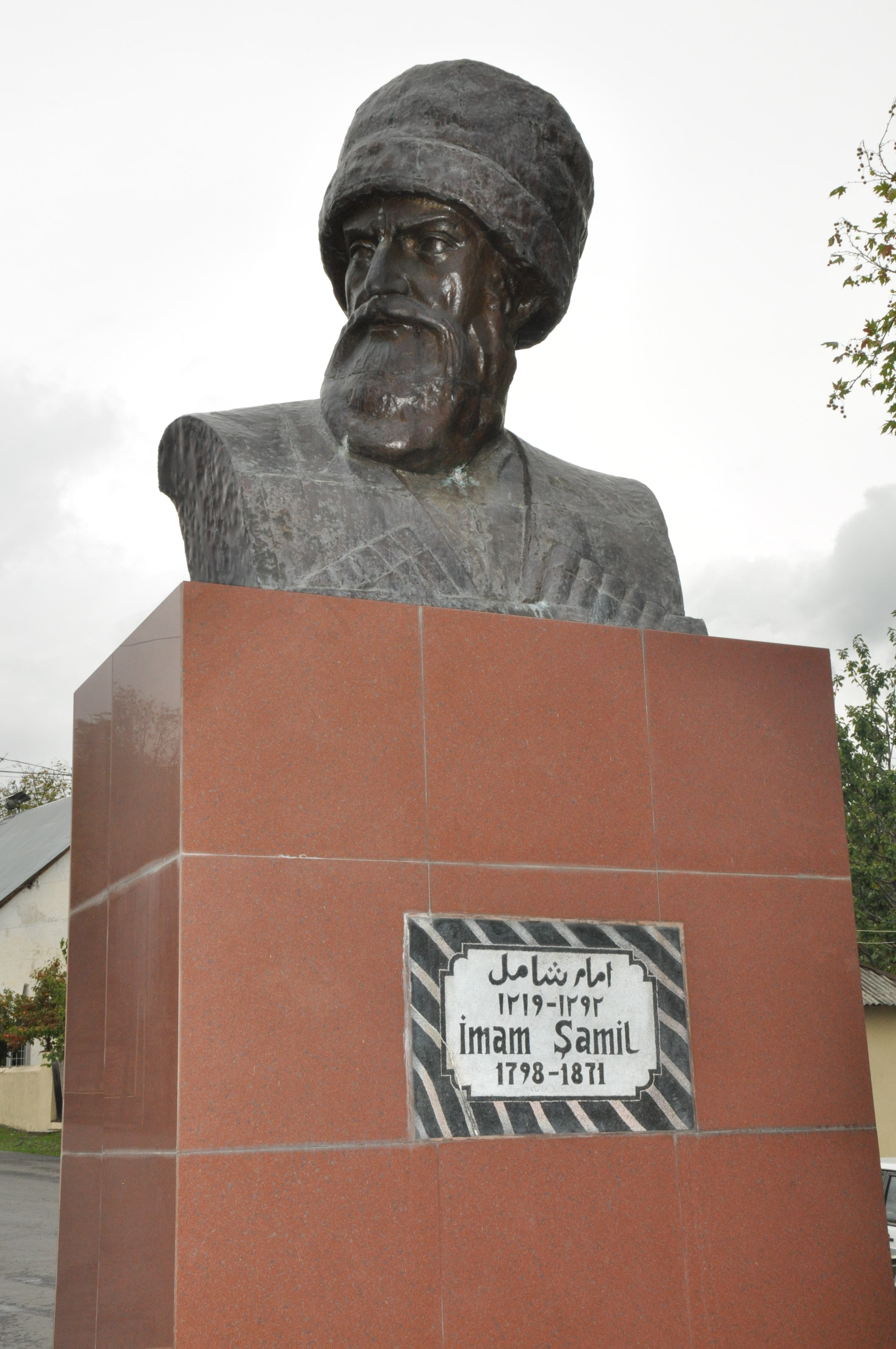
Памятник Имаму Шамилю у въезда в Джар

## Население
В селе проживают следующие тухумы: Чумчаял, Нухиял, Лебелал, Арабал, Чурмутал, Цилбал, Бугуял. Тухум Нухиял являются выходцами из Казиукумуха.  Тухумы Лебелал и Чурмутал являются выходцами из современного Тляратинского района, а тухумы Арабал, Бугуял являются лезгинскими выходцами из Самурской долины.
Джарский муниципалитет состоит из селений Джар (2405 человек), Зильбан (551 человек) и Ахахдере (289 человек) с общим населением 3245 человек. Основное население — аварцы. Мусульмане-сунниты, шафиитского мазхаба.
Основным занятием населения является сельское хозяйство, выращивание табака, лесных орехов, растениеводство, садоводство и животноводство.